# Ana María Domínguez
Ana María Domínguez (Argentina, 1951) conocida como "La Negra", es una maestra malambista argentina descendiente del pueblo ranquel, que preparó a gran cantidad de bailarines folclóricos para participar en campeonatos nacionales de malambo; danza folclórica argentina que consiste en zapatear y que tradicionalmente era practicada por varones.

## Carrera profesional
Danzó malambo desde los 11 años y dio sus primeros pasos en las peñas folclóricas. Formó parte del grupo "Estampa Sureña" y en los años 60 bailó en el espectáculo «La Pampa canta y baila» que dirigió Fernando Dagué. Cofundó junto a Jesús Rodríguez una compañía de danza de folclore estilizado, lo que representó un nuevo paradigma para lo que existía en La Pampa en ese momento. Luego comenzó a dar clases en escuelas de danza y en su propia casa mientras cuidaba de sus seis hijos.  En los años 80 crea la Agrupación Malambo donde formó a muchos niños y niñas de su localidad, un barrio carenciado, en ocasiones a la luz del fuego ya que no había electricidad. En su propia casa creó con sus manos los vestuarios, los telones y los fondos para la escena.
A lo largo de su carrera docente, preparó a gran cantidad de malambistas y se especializó en malambo sureño. Su primer gran logro fue en 1990 cuando cuatro de sus pupilos obtuvieron un galardón en la categoría Malambo Combinado en el certamen más importante de esta danza tradicional, el Festival Nacional de Malambo de Laborde (Córdoba). No solo les enseñó a bailar, también a coser sus propios vestuarios. Entre sus alumnos, estuvo Fernando Rossi (El Indio), reconocido bailarín cordobés, que bajo su formación resultó Campeón Nacional de Laborde (1994). Fue directora del Ballet Municipal de Santa Rosa en La Pampa y es jurado en certámenes.
Domínguez considera la importancia de la creación de un malambo propio e innovador por parte de las mujeres, al que se incorporen figuras nuevas y elementos urbanos, en lugar de replicar los pasos del rol masculino en esa danza. Defiende la inclusión en el malambo de elementos del contexto actual y de las raíces que atraviesan a cada bailarina, para preservar la memoria histórica de las danzas populares.
Es una de las protagonistas del documental Origen. El malambo y la mujer (2021) dirigido por el coreógrafo Sergio Magallanes, documental que visibiliza el rol de las mujeres en el malambo, siendo un rol históricamente negado y desconocido en el mundo del folclore argentino, un espacio de tradicional predominancia masculina. En el documental se muestra a gran cantidad de mujeres en la actualidad que danzan malambo, rompiendo el rol tradicional.